# عمران نذر حسين
عمران نذر حسين (بالإنجليزية: Imran Nazar Hosein)‏ (1942) هو عالم ومفكر إسلامي وفيلسوف من ترينيداد وتوباغو.

## حياته
ولد في جزيرة ترينداد في البحر الكاريبي عام 1942 من أبوين هاجر أجدادهم من الهند كعمال متعاقدين. تخرج من معهد العليمية في كراتشي ودرس في العديد من معاهد الدراسات العليا بما فيها جامعة كراتشي وجامعة جزر الهند الغربية وجامعة الأزهر وفي المعهد العالي للدراسات الدولية والتنمية في جنيف.
عمل في السلك الدبلوماسي في وزارة خارجية ترينيداد وتوباغو ولكنه استقال في عام 1985 ليكرس حياته من أجل الإسلام ولقد تتلمذ على يد محمد فضل الرحمن الأنصاري.
عاش في نيويورك لعشر سنوات خدم خلالها كرئيس للدراسات الإسلامية لدى اللجنة المشتركة للمنظمات الإسلامية بنيويورك الكبرى. حاضر عن الإسلام في عديد من الجامعات الأمريكية والكندية وفي الكليات والكنائس والمعابد اليهودية والسجون وقاعات المجتمعات إلخ. كما شارك في كثير من حوارات الأديان مع علماء مسيحيين ويهود بينما كان يمثل الإسلام في الولايات المتحدة الأمريكية. كان الإمام، لبعض الوقت، في مسجد دار القرآن في لونغ آيلاند، نيويورك. قام أيضاً بإمامة صلاة الجمعة الأسبوعية وقدم الخطبة في المقر الرئيسي للأمم المتحدة في منهاتن مرة واحد كل شهر وذلك لعشر سنوات متواصلة.
عمل سابقاً كمدير لمعهد العليمية للدراسات الإسلامية في كراتشي، باكستان، وكذلك مديراً للبحث في مؤتمر العالم الإسلامي في كراتشي، باكستان، كما عمل أيضاً كمدير لمعهد التعليم والبحوث الإسلامية في مدينة ميامي، فلوريدا، ومديراً للدعوة في التنظيم الإسلامي لأمريكا الشمالية.
سافر حول العالم بشكل مكثف ومستمر لتقديم محاضرات إسلامية منذ تخرجه من معهد العليمية للدراسات الإسلامية عام 1971 حيث كان يبلغ 29 عاماً من العمر. قام بتأليف أكثر من إثني عشر كتاباً عن الإسلام، ولقد حظيت كتبه إجمالا على احترام الجمهور. كتاب «القدس في القرآن – نظرة إسلامية في مستقبل القدس» أصبح من أكثر الكتب مبيعاً وقد ترجم ونشر في العديد من اللغات.
له الكثير من المحاضرات في شتى دول العالم. ولعل اشهرها محاضرة في أستراليا عام 2003 تحدث فيها ان بعض الدول العربية ستحصل بها ثورات، وفعلا بعد محاضرته بـ 8 سنوات حصلت الثورات الذي توقّعها استنادا على ما يطلق عليه علم اخر الزمان.

## مؤلفاته
- الإسلام والبوذية في العالم الحديث (Islam and Buddhism in the Modern World)
- رؤية إسلامية ليأجوج ومأجوج في العالم الحديث (An Islamic View of Gog and Magog in the Modern Age)
- القدس في القرآن (Jerusalem in the Quran)
- الخلافة والحجاز والدولة السعودية الوهّابية (The Caliphate, the Hejaz and the Saudi-Wahhabi Nation-State)
- الدينار الذهبي والدرهم الفضي: الإسلام ومستقبل النقود (The Gold Dinar and Silver Dirham - Islam and Future of Money)

## قالوا عنه
- الأستاذ الدكتور مالك البدري، مدير المعهد الدولي للفكر الإسلامي والحضارة الإسلامية في كوالا لمبور، ماليزيا، كتب مقدمة ذلك الكتاب، وهذا جزء مما قال:

"وأخيرًا يدهشني أسلوب عمران في الكتابة. فمع أن القدس في القرآن أطروحة مكتوبة بدقة تجمع بين الوثائق الدينية والتاريخية والأحداث السياسية الحديثة وتفسيرات ثاقبة من القرآن والحديث.
فحالما تبدأ قراءته يصعب عليك أن تتوقف.هذه هي صفة القصة بوجه عام. يقرأها المرء مرة ثم يرمي الكتاب، لكنها ليست صفة الأطروحة الجادة، التي تستحثُّ الفكر، كالكتاب الذي نشره الأخ الشيخ عمران. إنه مرجع يحتاج المرء إلى الاحتفاظ به وإعادة قراءته كلما كانت المسألة موضع بحث. وأعتقد أن فصاحة الشيخ هذه نابعة من هبة طبيعية
تفاعلت مع عمله الذي لا يعرف الكلل كواعظ وداعية وبركة إلهية بإخلاصه."
- الدكتور أبو الفضل محسن إبراهيم، أستاذ الدراسات الإسلامية، جامعة ديربان وستفيل، جنوب أفريقيا، قال أيضاً عن الكتاب: "يظهر كتاب الشيخ عمران، "القدس في القرآن"، في فترة حاسمة من الزمن بلغت فيها

الروح المعنوية للمسلمين في كل أنحاء العالم أدنى مستوى بلغته في تاريخهم.
فالتعديات الإسرائيلية الصارخة مستمرة على الأرض المقدسة، والمسلمون يرددون صدى
كل الكلمات التي دعا بها إخوانهم ربهم حين كان الكفار في مكة يضطهدونهم «متى نصر الله؟».
وإن فراسة الشيخ عمران وتبصره بالأحداث الآخذة في الظهور في عالم اليوم مصدر إلهام للمسلمين
لأنه يقدم الحجج المقنعة من تفسيراته القائمة على علم لأوامر الله سبحانه وتعالى
وسنة النبي محمد، صلى الله عليه وسلم، على أن نصر الله قريب،
وأن الأرض المقدسة ستتحرر، وأن الإسلام سينهض ويكون «الدولة الحاكمة» في العالم.
وسيسعد القارئ بقوة فهم المؤلف للسياسة العالمية. لقد جاء كتاب «القدس في القرآ ن»
كشعاع من نور الشمس إلى المسلمين، وليفتح عيون من يسمون بأهل الكتاب.
- أول كتاب لعمران حسين بعنوان «الإسلام والبوذية في العالم الحديث»، والذي كتبه وهو لايزال في التاسعة والعشرين من العمر يبقى الكتاب الوحيد الذي يتناول هذا الموضوع بقلم عالم إسلامي. حصل الكتاب على ثناء علماء بارزين مثل: مستشار جامعة كراتشي بالنيابة المؤرخ المشهور الدكتور اشتياق حسين قريشي، والفقيه والفيلسوف الباكستاني المشهور أ. ك. بروهي وعالم المجتمع المسلم المشهور الدكتور بشارات علي.

وهذا ماقاله أ. ك. بروهي عن كتاب «الإسلام والبوذية في العالم الحديث»:«أكثر ما يدهشني عند قراءة كتاب عمران الرائع هو الوضوح والشفافية التي تم تناول الموضوع بها والبساطة المذهلة في طريقة عرض الحوار وذلك بالشرح أولاً ثم التقييم بشكل نقدي لما يعتبر مفهوماً فلسفياً معقداً للدين الذي يدعي جل كبير من الإنسانية بأنه يحكم حياتهم. في بضع ومائة صفحة قدم الكاتب مقارنة تقديرية بين ديانتين عالميتين كبيرتين كالإسلام والبوذية وماهو أهم من ذلك فقد قدم تحليلاً نقدياً للبوذية من جانبها الأخلاقي وكذلك الغيبي. النقاط الرئيسية التي وردت في هذا الكتاب تظهر وبشكل كبير عقلية رائعة ومبدعة. لهذا السبب، من المرجح أنه سيكون ذا مرتبة باعتباره واحداً من أهم المساهمات التي قدمت إلى أدب مقارنة الأديان …»
- أ. ك. بروهي توقع له التالي:

"ليس لدي شك بأن كاتبنا الشاب من الأرجح، إذا حافظ على وتيرة مساعيه العلمية،
سوف يكون، في الأيام القادمة، عالم يفتخر به العالم الإسلامي"

## نقد
جلبت له أطروحاته وٱراؤه حول السلفيين والوهّابيين وآل سعود انتقادات عديدة وردود حادّة، مثلاً كتب عنه حامد العلي: هذا الرجل متأثرا جداً بنظرية المؤامرة وعالمها الخيالي الذي يستهوي عادة البسطـاء وقد تبيـَّن أنَّ كلَّ ما توقّعه لم يحدث شيءٌ منه، وأنَّ ما ادَّعـاه لم يكن سوى ضرب من الخيال الذي كذّبـه الواقع، وأنَّ شارون قد فشل في مشروعه بالقضاء على جهاد الشعب الفلسطيني فشـلاً ذريعاً، بل لم يـزد الجهاد الفلسطيني بعده إلاَّ قوّة، والكيان الصهيوني إلاَّ ضعفاً، والأمّة إلاّ إصراراً على مواصلة الجهاد حتى تحرير فلسطين. وأما الثورات العربية فقد انطلقت بعد الانتفاضة بمدة طويلة، ولكنَّها قد انطلق قطارها في سياقٍ آخر تماماً، لا علاقة له بما قاله عمران حسين كما أنَّ هذه الثورات تهيئ لنهاية الكيان الصهيوني الذي أزف سقوطه، بناء على دلالات ما عند أمـتنا من العلم، وما في كتب أهل الكتاب، وما يدل عليه واقع الكيان الصهيوني من الداخل، وعلى تراجع القوة الغربية عامة، والأمريكية خاصة، التي هي سبب وجود هذا الكيان واستمراره.

## وصلات خارجية
- موقع رسمي
- كتب الشيخ عمران نزار حسين مترجمة إلى العربية
- القناة العربية المعتمدة للشيخ عمران حسين